# Henry Somerset, 7:e hertig av Beaufort
Henry Somerset, 7:e hertig av Beaufort, född 5 februari 1792, död 17 november 1853 på Badminton House i Gloucestershire, var en brittisk militär och politiker.

## Biografi
Henry Somerset var son till Henry Somerset, 6:e hertig av Beaufort och lady Charlotte Sophia Leveson-Gower.
Han inledde tidigt en militär karriär under Napoleonkrigen och var bland annat adjutant åt Arthur Wellesley, hertig av Wellington 1812–1814.
År 1816 blev utnämnd till Lord of the Admiralty, en tjänst han innehade till 1819. Parallellt med detta satt han som parlamentsledamot (MP) från 1813 till 1835. Senare blev han också utnämnd till High Steward av Bristol och fick Strumpebandsorden för sina förtjänster av drottning Viktoria av Storbritannien 1842.

### Familj
Henry Somerset gifte sig två gånger, första gången 1814 i London med Georgiana Frederica FitzRoy (1792–1821) dotter till Henry FitzRoy och lady Anne Wellesley, syster till hertigen av Wellington. De fick två döttrar innan Georgiana hastigt dog på Apsley House i London.
Han gifte sig för andra gången 1822 med första fruns halvsyster, Emily Frances Smith (1800–1889). Detta äktenskap väckte ont blod hos prästerskapet, eftersom det stred mot anglikanska kyrkans principer. Makarna fick dock 7 barn tillsammans, däribland:
- Henry Somerset, 8:e hertig av Beaufort (1824–1899)